# Genealogiae
Genealogiae es el título de un manual mitológico que se imprimió por primera vez en los tiempos modernos con el título de Fabulae o Fábulas. La edición príncipe, publicada en 1535 por el humanista alemán Jakob Micyllus, afirma que su autor fue C. Iulius Hyginus, que a su vez suele identificarse con Gayo Julio Higino, el gramático y bibliotecario del emperador Augusto. Otros autores piensan que fue obra de un mitógrafo posterior, a quien se le dio el nombre de Higino Mitógrafo durante los trabajos de investigación. Las Genealogiae están vinculadas a otra obra, el libro de texto astronómico De Astronomica, también escrito por Higino.
Es una de las tres partes de las Fabulae, un compendio sobre mitología, fábulas y textos clásicos grecorromanos.

## Historia
El único manuscrito superviviente de las Genealogiae fue descubierto en 1535 por el humanista renacentista alemán Jakob Micyllus en un códice del cabildo catedralicio de Freising, el Codex Frisingensis 237, y en Basilea por Johannes Hervagius bajo el título C. Iuli Hygini Augusti liberti fabularum liber. El manuscrito realizado en el siglo IX se perdió posteriormente, pero se redescubrieron dos fragmentos en 1864 y 1942. Estos fragmentos muestran que la transcripción realizada por Micyllus fue bastante libre, y que no siguió fielmente la redacción del manuscrito original.
Además, se conserva una traducción al griego del año 207, escrita por Lucio Anio Máximo durante el consulado de Lucio Septimio Apro, en la tercera parte del pseudo-dositeano Hermeneumata. Este extracto bilingüe se refiere a la obra como la conocida por todos «Genealogia» de Hyginus. Pero en términos de contenido, a pesar de todas las opiniones concordantes existentes, difieren de manera significativa. Por un lado, este extracto muestra claramente el diferente estado editorial del trabajo subyacente, cuyo manuscrito editado por Micyllus fue, en consecuencia, el resultado de numerosas modificaciones. Por otro lado, el extracto plantea la cuestión del idioma en el que se escribieron originalmente las "Genealogiae".
Lo sorprendente de la versión del pseudo-Dositeo es que, mientras que los capítulos más largos (con los que el "Micyllus" se corresponde directamente) conservan su contenido y secuencia narrativa, la versión latina es completamente independiente en términos de redacción y de la estructura de las oraciones. La calidad del latín está claramente por debajo de la del texto de Micyllus. Se ha considerado posible una versión original en griego, pero la pregunta no puede responderse con la documentación disponible hasta ahora. Si no es el autor, es probable que el texto fuera transcrito por un romano de habla latina. Esta opinión se apoya sobre todo en graves errores de traducción, que en la fabulae 186 hacen de Melanipe la hija de «Desmontes», porque el adjetivo en el título de la tragedia de Eurípides Μελανίππη Δεσμῶτις (Melaníppe Desmotis, 'La Melanipe encadenada') se interpretó como un patronímico.

## Estructura y tradición
Las Fabulae incluyen 277 apartados, todos ellos enfocados a la mitología griega y sus protagonistas, constituyendo un manual de mitografía. Se dividen en tres bloques: las Genealogiae, probablemente extractos de una tercera obra de Higino sobre las genealogías de dioses y héroes; las Fábulas, que son mitos basados en el mundo real, a menudo con el esbozo de la tragedia, griega o romana, de la que son sinopsis; y por último, un tercer bloque relacionado con relatos clásicos, como Jasón y los argonautas, Hércules, Teseo, las historias de Tebas y los Átridas, los Dardanides y la guerra de Troya, y el regreso de los héroes en la Odisea.
Por último, están los Índices, recopilaciones de diversos temas, con listados de curiosidades como, por ejemplo, asesinos, suicidas, fundadores de ciudades y los inventos más útiles. Una lista de los temas contenidos en esta sección puede servir como ejemploː
- 212 Los siete reyes magos
- 213 Las Siete Maravillas
- 214 Mortales que fueron hechos inmortales
- 215 Los primeros fundadores de templos a los dioses
- 216 Los que mataron a sus propias hijas
- 217 Madres que mataron a sus hijos
- 218 Esposas que mataron a sus maridos
- 219 Maridos que mataron a sus esposas
- 220 Suicidios
- 221 Suicidas
- 222 Los que mataron a familiares
- 223 Los asesinos de género y suegros
- 224 Los que comieron la carne de sus hijos en un banquete
- 225 Aquellos que fueron destrozados por sus perros
- 226 Hombres asesinados por un jabalí
- 227 Las pasiones perversas
- 228 Cuádrigas que destruyeron a sus conductores
- 229 Aquellos que, con permiso de las Parcas, regresaron del infierno
- 230 Los que fueron amamantados por animales
- 231 Mujeres incestuosas
- 232 Los hombres y mujeres más piadosos
- 233 Mujeres malvadas
- 234 Las mujeres más castas
- 235 Las parejas de amigos más fieles
- 240 El más famoso
- 241 La más bella
- 242 Los efebos más bellos
- 243 Los que celebraron los juegos hasta Eneas, el decimoquinto
- 244 Los inventores y sus invenciones
- 245 Los fundadores de la ciudad
- 246 Las islas más grandes
- 247 Los primeros inventores

Como ya se ha señalado, el manuscrito principal, titulado Genealogiae, procede de una transcripción de un solo manuscrito que data del siglo IX. También existe una versión parcial en griego, atribuida al gramático Dositeo, pero cuyo prefacio informa de su recopilación en el 207 d. C., durante el consulado de Lucio Anio Máximo y Cayo Septimio Severo Apro.